# Salem (Baarn)

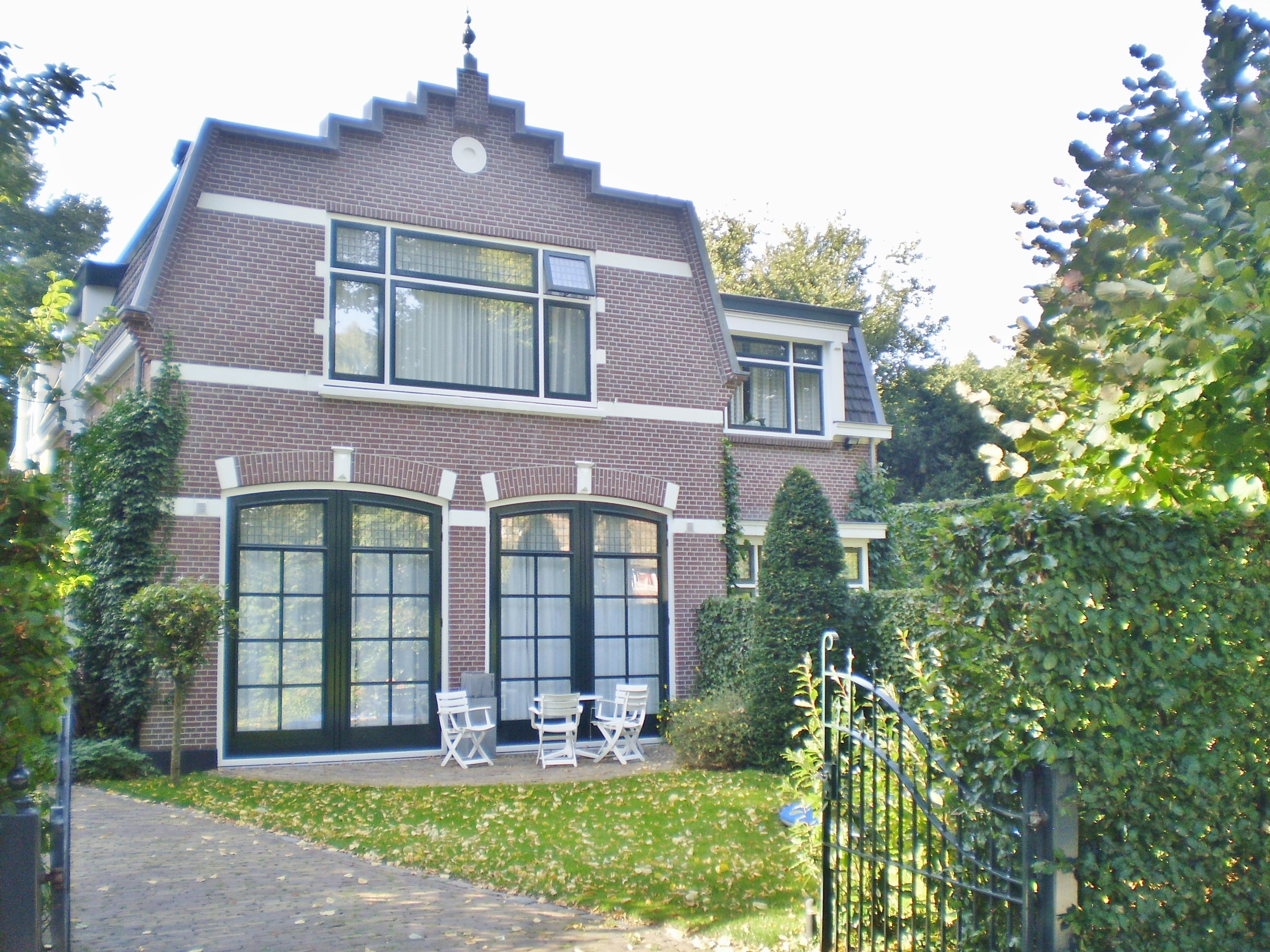
Koetshuis Salem

Villa Salem aan de Adelheidlaan 4-8 is een gemeentelijk monument in Baarn in de provincie Utrecht. Het huis staat in de villawijk Wilhelminapark die onderdeel is van het rijksbeschermd dorpsgezicht Prins Hendrikpark e.o..
De villa staat op de hoek van de Emmalaan en de Adelheidlaan. Salem is een Bijbelse stad die voor Jeruzalem wordt gebruikt. De naam staat ook symbool voor 'Vrede', de villa werd later ook Shalom genoemd. De villa werd rond 1897 gebouwd en ontworpen door C. Sweris. Sweris was de ontwikkelaar van het Wilhelminapark. Bij het pand hoort een koetshuis met woning aan de Adelheidlaan.